# チボー家の人々

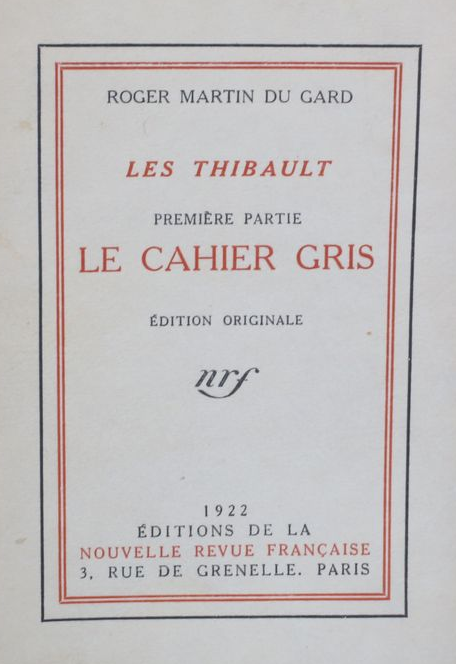

『チボー家の人々』（仏：Les Thibault）は、ロジェ・マルタン・デュ・ガールの長編小説である。1922年から1940年まで18年をかけて発表された大河小説で、『灰色のノート』『少年園』（1922年）、『美しい季節』（1923年）、『診察』（1928年）、『ラ・ソレリーナ』（1928年）、『父の死』（1929年）、『1914年夏』（1936年）、『エピローグ』（1940年）の8部11巻からなる。デュ・ガールの代表作であり、彼を1937年のノーベル文学賞受賞に導いた作品である。

## あらすじ
物語はカトリックの富裕な実業家の家であるチボー家の子息アントワーヌおよびジャック、それにジャックの友人でプロテスタントの家庭の息子であるダニエルの3人の少年が中心となり、彼らの青春を通じて第一次世界大戦期10年間のヨーロッパにおけるブルジョワ社会や思想状況が描かれていく。厳格な気風のチボー家で育った真面目なアントワーヌは医師となり堅実な道を歩むが、反抗児のジャックは感化院に入れられるなどした後、作家となり、やがて革命運動に身を投じる。一方自由な気風の家庭に育ったダニエルは享楽家として描かれ、その妹ジェンニーはジャックと恋仲になる。しかしやがて第一次世界大戦が到来し、ジャックはビラ撒きの飛行機が墜落して重傷を負ったのち殺され、アントワーヌは毒ガスによって虫の息となり、ダニエルも戦場で負傷し障害を負う。彼らの希望はジャックとジェンニーの間に生まれた子供に託される。

## 影響、翻案
アンドレ・ジッドはデュ・ガールとの書簡のやりとりのなかで、自作『贋金つくり』に『チボー家』からの影響があることを認めている。また宗教の異なる二人の青年の友情を描いている点において、イヴリン・ウォーの『回想のブライズヘッド』（Brideshead Revisited）に影響を与えているのではないかという意見もある。
日本では山内義雄が刊行後まもない1922年（大正11年）に翻訳を開始した。その後、戦争による中断などがあり、1952年（昭和27年）に全巻の翻訳が完結した。その間にも多くの人々に読まれていた。小津安二郎監督の1951年の映画『麦秋』には、後に結婚することになる紀子（原節子）と謙吉（二本柳寛）が東京の勤め先に向かう朝の北鎌倉駅ホームで「面白いですね『チボー家の人々』」「どこまでお読みになって」「まだ四巻目の半分です」「そう」という場面がある。後藤正治は『天人』（講談社pp.193-199）によれば、「天声人語」で有名になる前の深代惇郎が朝日新聞の「世界名作の旅」（1965年7月18日・25日）に上・下で『チボー家の人々』を「青春の墓標」として取り上げている。
高野文子の「黄色い本 ジャック・チボーという名の友人」（1999年）は、この作品を愛読する女学生の読書体験を漫画化した作品であり、主人公・実地子が田舎の学校生活を送りながらジャックの思想に共感し仮想の対話を行う場面などが描かれている。高野は本作を表題作とする短編集『黄色い本』で2003年、第7回手塚治虫文化賞を受賞している。
フランスでは連続テレビドラマとして、1972年および2003年と二度映像化されている（外部リンクも参照）。